# Pältsan
Pältsan of Pältsa, Samisch: Bealččan, is een berg in het noorden van Zweden. De berg ligt in de gemeente Kiruna op minder dan 15 km van Treriksröset, het drielandenpunt met Finland en Noorwegen, en maakt deel uit van het Scandinavische Hoogland. Het is de berg in Zweden, die het meest naar het noorden ligt. De berg heeft drie toppen waarvan de zuidelijkste het hoogst is 1444 m.
Er zit veel kalk in de grond in de omgeving van de Pältsan. Dit heeft gevolgen voor de flora. Het belangrijkst bloempje in de omgeving is het zilverkruid, maar ook kleine hongerbloempjes, de bergarnica, zegge cardex nardina, Engels gras en papaver laestadianum komen voor. Hoger de hellingen op is er geen begroeiing meer en kan amfiboliet en dolomiet worden aangetroffen.
Aan de zuidflank van de berg staat de berghut Pältsa. Deze berghut heeft 18 bedden en ligt aan de Nordkalottleden, een pad van Treriksröset naar de Noorse berghut Rostahytta.
- Flickr. foto van de Pältsan